# 伊賀健二
伊賀 健二（いが けんじ、1976年12月10日 - ）は、日本のお笑いタレント、喜劇俳優である。吉本新喜劇の座員。
大阪府大阪市出身。吉本興業所属。

## 人物・略歴
成器高等学校（現大阪学芸高等学校）卒業。
大阪NSC15期生。同期は清水けんじ、西田幸治（笑い飯）、烏龍パーク、デッカチャン、ランディーズなどがいる。現在は吉本新喜劇に在籍する。
特徴は、卵顔（横顔は新幹線）。

## 経歴
1997年新喜劇入団。「新喜劇Jr.」の主力として出演。その後は長らく舞台説明の脇役として出演する。主な役柄は店の若旦那やもろもろの跡継ぎ、恋人役、刑事、警官、不良の息子、ブサイク専門ホスト、記憶をなくした泥棒、駆け落ちしたカップル、作家、恋人を亡くしたカメラマンなど。2016年8月27日の放送では弁護士を目指すニューハーフ「アリス」として登場。副業として複数のアルバイトもしている。既婚で子供もいるが、2010年に離婚。2015年1月15日に一般企業のOLと再婚した。
2018年ごろまでは辻本茂雄が座長の時に出ることが多く、「横顔が新幹線」といじられる。このほか若手中心の「金のひよこライブ」では座長格、2006年の新春公演ではセリフのある役を演じた（新春公演では1時間30分の上演時間中に新喜劇の座員が全て出演。上演時間は2時間程度で若手はセリフの全くないその他大勢役を振られていたのだが、伊賀は唯一セリフのある役であった）。
同じく新喜劇で元アクション俳優の「燃焼系燃焼系」や「バック転」を芸とする平山昌雄と「伊賀・平山」というコンビを結成し、漫才を披露。2005年のM-1グランプリでは初出場ながら3回戦進出。

## ギャグ
どちらかというと舞台のストーリー進行役が多く、これといった持ちギャグがなかったが、最近は周りにイジられることで様々なキャラクターが定着しつつあり、特に後述の新幹線ネタが有名になっている。
- 犯人を説得する際「母さんが夜なべをして手袋編んでくれた」と歌い出すも誰もついてこない。邪魔をされたりする。
- のっぺりとした顔つきを「新幹線」「ゆで卵」「負け犬」「タマゴマン」「不細工でもなく、カッコよくもなく、中途半端」「沢田亜矢子の元ダンナ」「ニセもんの香港スター」「霜降り明星のせいや」などとイジり倒される（特に頻発する「新幹線ネタ」については後述）。
- 平山昌雄と殴り合いになるが、お互いうまい具合に避ける。
  - その後、茂造が「もう1回見たい？アンコール！アンコール！」などと言い客にアンコールを促すと、2人でもう一度殴り合いになったあとにシンクロのように2人が同時に正面を向いて手を上げる。

### 新幹線ネタ
2005年後半あたりから辻本茂雄らに「横顔新幹線」などとイジられ始め、2006年には本格的なイジリが生まれた。このネタをする際は、髪をオールバックに固めた上で、白いスーツに青いネクタイ、青いポロシャツに白いボトムという出で立ちで登場する。その際には冷酷で臆病な金持ちの御曹司役（または一流会社の社長役）で、婚約者を（婚約者の）彼氏等に奪われてしまう役回りが多い。近年は父親役などストーリーに関係のある役柄を担当することもある。他の座長公演時にはこれといったイジリのない役が多いが、2015年現在、専ら辻本座長公演時しか出演していない（稀に、すっちーがいじる横顔新幹線ネタが存在する）。なお、新幹線イジリの起源は辻本であることをブログで明かしている。
楽屋にて（ドーランを塗っているとき）
辻本「お前横顔新幹線やな」
伊賀「ほんまですか。ほな僕、舞台出て行くとき『ふぁーん』言うて出てきますわー」
辻本「いや、それやったら自分で認めてもうてるやん」
伊賀「ほんまっすね」
（本番の舞台に出る）
辻本「こいつ横顔めっちゃ新幹線やん」（このアドリブで客がドッと笑う）
という流れで出来上がったとのこと。
当初、以下の「A」のセリフは安尾信乃助、「B」のセリフは烏川耕一が担当していたが、2007年頃から「A」は山田亮、高井俊彦、清水けんじ、吉田裕、西川忠志らが、「B」は秋田久美子や五十嵐サキ、高橋靖子、島田珠代、宇都宮まきといった女性演者や桑原和男、すっちー、信濃岳夫らが担当している。なお、アキは「A」に加えて辻本の役割、新名徹郎は「A」・「B」の両方を担当した経験がある。
伊賀「こんにちは（または「失礼します」や「ただいま」）」（舞台に入る）
辻本「ははははははははははっ！」（笑いながら伊賀に向けて指を差す）
辻本「どんな人かな思てたら、横顔新幹線やんこれー！横顔新幹線やーん！」（囃し立てながらA・Bと共に各々新幹線の先頭部の形を手で示す）
伊賀「誰が新幹線なんですか」
辻本「新幹線やから白と青で決めてるんやろ？」
伊賀「違いますよ！」
辻本「ははー。今東京（または博多）向いてるやろ？」（A・Bと共に体を左へ向ける）
伊賀「向いてませんよそんな方向！」
A「のぞみ？」
伊賀「誰がですか」
B「ひかり？」
伊賀「それも違います！」
辻本（指を差しつつネイティブ発音で）「レールスター？（当初はこだまもしくはさくらと言う場合もあった）」
伊賀「いや、違うんです！新幹線ではありません。○○さん！（または「オーナー」、「社長」や「あなたね！」など）」
（伊賀が歩いてくる）
辻本「ファーン」
伊賀「何の音なんですかそれ！」
辻本「前を通過したからー」
伊賀「通過しましたけどそんな音を鳴らさんといてください！」
（Aが指差喚呼をする）
伊賀「何で確認しとんねんあんた！」
B「ビールにお茶ー（または「ビールにおつまみはー」。烏川のみ「お弁当にお茶ー」）」
伊賀「売り子も来んでええねん！」
辻本「タタタッ、プシュー、チッ（舌打ち）待ってくれよー（または「ん、やめろよ！」、「えっ、誰！？」、「ん？ハッ！ウソー、ウソやろー！誰か、誰かー！」）」
伊賀「乗り遅れた人もせんでええねん！（または「肘掛けを取り合うな！」、「座席がひっくり返ってびっくりしたのもせんでええねん！」、「トイレしてたらドア開いてもうて閉めたくても閉められへんのもせんでええねん！」）」
伊賀「何をしているんですか」（辻本の方へ近づく）
（辻本・A・Bが同時に後ろへ一歩下がる）
伊賀「何で下がるんですか？」
辻本「黄色い線（当初は白線）まで下がらんと」（A・Bと共に振り子のように左腕を振る）
伊賀「新幹線ちゃう言うとんねん！○○さん！（または「オーナー」、「社長」や「あなたね！」など）」
（「ファーン」からここまで2～3回ぐらい繰り返す。2回目以降は動作に対する伊賀のツッコミが全て「○○（動作名）すな！」と簡略化されることが多い。）
伊賀「いい加減にして下さい」（辻本の肩を掴む）
辻本「やったー！連結！」（数人で肩を組み、伊賀を後ろにして走り出す）
伊賀「連結って何やねん！おーい！おーい！」
辻本「あんた無理やろ、こうなってへんから（島田一の介が先頭の場合は「あんたが先頭になったらひかりになるやろ」）先頭こっちや」（その後方向転換して伊賀が先頭になる）
辻本「このほうがしっくり来る。しっくり来る」
伊賀「やめてください！」
辻本「ワシら先頭無理やねん。それはなんでかって？こうなってへんから！」（再度、辻本・A・Bが新幹線の先頭部の形を手で示す）
※ここからは3つのパターンがある。
- パターン1
伊賀「だから！新幹線ではありません！下がっといてください！」
辻本「え？黄色い線（白線）まで？」
伊賀「違う！」
辻本「せーの！」
全員「タンタンタンタタン！」（AMBITIOUS JAPAN!。東海道・山陽新幹線のJR東海所有編成車内チャイム[注釈 2]）
伊賀「駅に到着する前に鳴る曲やないか！」
- パターン2
伊賀「だから！新幹線ではありません！皆さんも一緒になって何やってるんですか！」
全員「新神戸」「新大阪」「京都」「名古屋」「新横浜」「品川」「東京」（下手から上手の順にのぞみの停車駅を連唱する。頭数が多い場合、更に「博多」「小倉」「広島」「岡山」「姫路」が追加される。更に九州新幹線の「鹿児島中央」、「熊本」が追加されることがある。）
伊賀「駅名を言うていくな！何やこのチームワークは！」
全員「よ」「こ」「が」「お」「しん」「かん」「せん」（上手から下手の順。頭数次第で区切る所が変わる。頭数が多い場合は「しん」「かん」「せん」を分けるほか、更に「の」「ぞ」「み」「ごう」が追加される）
伊賀「やかましいわ」
※この際に頭数が足りない場合、辻本が下手から上手、上手から下手へ移動することもあった。その場合は、以下のやりとりがある。
辻本「ワシしんどいだけやがな」
伊賀「知りませんよ！」
- パターン3
伊賀「だから！新幹線ではありません！下がっといてください！」
辻本「え？黄色い線（白線）まで？」
伊賀「違う！」
伊賀「（一緒に来ている秘書に向かって）○○！お前も何とか言いなさい！」
秘書「とりあえず、車庫へ戻りましょう（または、「東京（博多）行きは何番線でしたっけ？」「まもなく○番線に電車がまいります」「最高速度は何kmですか？」等）」
伊賀「お前もかい」

現在のところ、上述の「のぞみ」「ひかり」「こだま」で連結作業を行うものはないが、東北新幹線の「はやて」と「こまち」、「やまびこ」と「つばさ」では実際に常時連結作業が行われている。なお、上記の「パターン2」においては東海道新幹線・山陽新幹線・九州新幹線を一体として扱っているが、実際には運行形態は東海道新幹線 - 山陽新幹線間と山陽新幹線 - 九州新幹線間で分かれており、3線を通して運行する列車は存在しない。
このネタで取り上げられるのは、専ら東海道新幹線（JR東海）や山陽新幹線（JR西日本）、九州新幹線（JR九州）のみであり、東北新幹線（JR東日本）や上越新幹線（JR東日本）、いわゆる整備新幹線の北陸新幹線（JR東日本・JR西日本）や北海道新幹線（JR北海道）、西九州新幹線（JR九州）は全く取り上げられていない。九州新幹線については、「家政婦のネタ〜看護師編〜」における「さくら」号と2017年における「駅名・横顔新幹線のぞみ号」のネタで扱われて以降、上記の「パターン2」でも扱われるようになった。なお、北陸新幹線は2017年の富山公演の際に一度だけ扱われ、停車駅は上野・大宮・高崎・長野・上越妙高・糸魚川・黒部宇奈月温泉・富山（はくたかの停車駅）で行われた。
東海道・山陽新幹線のくだりが多い理由は、伊賀の横顔が東海道・山陽新幹線を走っていた0系に似ているからとされており、北海道新幹線のPRイベントに登場した際、アキから「（車体前方を長く突き出したデザインを採用しているE5系・H5系と）全然違う」とツッコまれている。
高井俊彦が新幹線のトイレの音が入るボケ（これは元々、「中川家」礼二の持ちネタである）を指差確認・売り子のボケの後に追加して行うことがある。
高井「（洗浄ボタンを押す動作をして）コッ！」
伊賀「トイレすな！」
さらには、下のマットや前掛け、伊賀の持つ鞄などが緑色の場合や全身緑色の服装をした中條健一がその場にいる場合は、「グリーン車や」とイジられる。このグリーン車のネタは初めて伊賀がイジられた時に山田亮がとっさに使ったことから、山田が起源と思われる。上記のイジりの後、「つまらないものですが…」と菓子折りを差し出し、茂造が「つまらないものにはメーン！｣と叩き落として「アーンド、（プロゴルファーの名前）！」とゴルフスイングした後、「中身は何や！東京ばな奈か！うなぎパイか！ういろうか！生八つ橋か！たこ焼きか！」とさらにイジられる（「全部新幹線の停まる駅の土産物やないか！」っと突っ込む。それに対して、茂造が「よう分かったなぁ。せめて紅葉饅頭までいきたかったんやけどなぁ…」と返すこともあった）。これとは別に「中身は新幹線の模型？」とイジるパターンもある。
車掌の検札、ポイントの切替、座席の間違いの指摘、新幹線のトイレ内での一コマ（辻本がトイレで便をしながらドアを閉めようとするまねをしつつ、「トイレでウンコしてたらトイレのドアが閉まらなくなってん」と言う）、辻本が仕掛けた階段トラップから落ちる時は「やっぱり新幹線は速いなぁ」「見て見て！脱線！脱線！」、怒り出したら「新幹線が暴走した」、会話の相手が吐き気を催したら「乗り物酔いや」、階段トラップから落ちまいと必死で登る時は「新幹線はパワーあるなぁ」といじられる。エレベーターに乗ると発車ベルが鳴り、ドアの開閉音が新幹線のものになる（逆にそのドアにもトラップがあり乗車できなかった場合、「（車掌のアナウンスらしく）駆け込み乗車は危険です」とイジられる）。
最後に「以上です」「終わり（溜息をつきながら言うこともある）」と辻本が言って、伊賀が「充分や！」「終わっていいんですよ」などと返す。ただし、一通りのいじりが終わった後も茂造の前を通る度に「ファーン」といじられる事がほとんどである。伊賀もその度に「鳴らすな！」、「やめてください！」と返している。また、舞台から出ていく際は以下のやり取りがある。
伊賀「では、失礼します」（舞台から出ていく）
辻本「ファーン」（入り口のドアを開けた時や座る時に「プシュッ、プシュ〜」と言ったり、短く「ファン」「ファン」と言ったり、「首をかしげるのは『不安』」と言うこともある）。
伊賀「鳴らすな！」
辻本「トンネル入りまーす」
伊賀「トンネル違うねん！」

## 出演歴
- 現在はなんばグランド花月（NGK）に不定期出演。TVは毎日放送系列「よしもと新喜劇」に出演。